# Carl Marotte
Carl Marotte est un acteur québécois né le 25 février 1959.

## Filmographie

### Cinéma
- 1974 : All the Years of Her Life : ?
- 1980 : L'Été de la drague (Pick-up Summer) : Steve
- 1981 : Meurtres à la St-Valentin (My Bloody Valentine) : Dave
- 1981 : Gas (en) : Bobby
- 1981 : Les Jeunes adultes (en) (Hard Feelings) de Daryl Duke : Barnie Hergruder
- 1985 : Breaking All the Rules : Jack
- 1996 : Shoemaker (en) : Tony
- 1997 : Kayla : Policier
- 1998 : Les Puissants (The Mighty) : Docteur
- 1998 : Froid comme l'enfer (The Ultimate Weapon) : Dean
- 1999 : When Justice Fails : Rod Lambeau
- 1999 : The Life Before This : Stan
- 1999 : Prisoner of Love : Trent
- 1999 : Who Gets the House? : Don Reece
- 2004 : A Different Loyalty : CIA Agent Ken Riedler
- 2010 : Lance et compte : Pierre Lambert

### Télévision

#### Série télévisée
- 1983 : Illusions : Whitewood
- 1984 : Heartsounds : Michael
- 1985 : Workin' for Peanuts
- 1986 : The Park Is Mine : Santini
- 1986 : Lance et compte : Première saison : Pierre Lambert
- 1988 : Lance et compte : Deuxième saison : Pierre Lambert
- 1989 : Lance et compte : Troisième saison : Pierre Lambert
- 1991 : Conspiracy of Silence : Const. Mike Hall
- 1991 : Lance et compte : Le retour du chat : Pierre Lambert
- 1991 : Beyond Reality : J.J. Stillman
- 1995 : Mayday : Alerte maximum : Bruce Harvey
- 1995 : Net Worth : Marty Pavelich
- 1995 : Vents contraires : Jake
- 1996 : Twists of Terror : Joe
- 1996 : Devil's Food : Phil Slater
- 1997 : Froid comme l'enfer
- 1998 : Les Sources de l'amour (This Matter of Marriage) : Greg Cavanaugh
- 2000 : Une balle suffit (One Kill) : Hap O'Malley
- 2000 : Le Fils retrouvé (When Andrew Came Home) : Ted
- 2001 : Fortier : Maître Jacques Savaria
- 2001 : The Facts of Life Reunion : Rick Bonner
- 2002 : Lance et compte : Nouvelle Génération : Pierre Lambert
- 2002 :  Monk - Saison 1, épisode 13 (Monk prend l'avion (Mr. Monk and the Airplane) ) : Stefan Chabrol
- 2003 : The Pentagon Papers : Charles Nesson
- 2003 : La Prison de glace (Ice Bound: A Woman's Survival at the South Pole) : Jacques Albrecht
- 2003 : La Loi d'une mère (Defending Our Kids: The Julie Posey Story) : Jerry Posey
- 2004 : Lance et compte : La Reconquête : Pierre Lambert
- 2005 : Murder in the Hamptons
- 2006 : Au-delà de la vérité (Mind Over Murder) : Grant Rogers
- 2006 : Lance et compte : La Revanche : Pierre Lambert
- 2007 : Abducted: Fugitive for Love (téléfilm)
- 2009 : Lance et compte : Le Grand Duel : Pierre Lambert
- 2011 : Penthouse 5-0 : Pierre Bourassa
- 2012 : Lance et compte : La déchirure : Pierre Lambert
- 2012 : Au gré du vent (Wind at my back) : Luc Gerrard
- 2015 : Lance et compte : La Finale : Pierre Lambert

#### Téléfilms
- 1981 : Otages à Téhéran (Escape from Iran : The Canadian Caper) : Marine Sergeant Lopez
- 1998 : At the End of the Day: The Sue Rodriguez Story : David Rodriguez